# Football Club Baník Ostrava 1994-1995
Questa voce raccoglie le informazioni riguardanti il Football Club Baník Ostrava nelle competizioni ufficiali della stagione 1994-1995.

## Rosa
| N. |                       | Ruolo | Calciatore        |
| -- | --------------------- | ----- | ----------------- |
|    | Rep. Ceca (bandiera)  | P     | Vít Baránek       |
|    | Slovacchia (bandiera) | P     | Norbert Juracka   |
|    | Rep. Ceca (bandiera)  | D     | Marek Jankulovski |
|    | Rep. Ceca (bandiera)  | D     | Tomáš Řepka       |
|    | Rep. Ceca (bandiera)  | D     | Pavel Kubánek     |
|    | Rep. Ceca (bandiera)  | D     | Petr Veselý       |
|    | Rep. Ceca (bandiera)  | C     | Petr Ruman        |

| N. |                      | Ruolo | Calciatore     |
| -- | -------------------- | ----- | -------------- |
|    | Rep. Ceca (bandiera) | C     | Vladimir Cup   |
|    | Rep. Ceca (bandiera) | C     | Martin Cisek   |
|    | Rep. Ceca (bandiera) | C     | Dalibor Slezák |
|    | Rep. Ceca (bandiera) | C     | Tomáš Galásek  |
|    | Rep. Ceca (bandiera) | C     | Radek Slončík  |
|    | Rep. Ceca (bandiera) | A     | Vítězslav Tuma |
|    | Rep. Ceca (bandiera) | A     | Marek Poštulka |